# Metralladora Barnitzke
La Metralladora Barnitzke és una metralladora de finals de la Segona Guerra Mundial, desenvolupada a Alemanya. L'arma utilitza un sistema inusual de retrocés retardat, on durant el tret de l'obertura del forrellat es retarda per la inèrcia rotacional de dos volants, que són impulsats per una disposició de cremallera i pinyó en el transportador del forrellat.